# Allobates niputidea
Espèce
Statut de conservation UICN

 LC  : Préoccupation mineure
Allobates niputidea est une espèce d'amphibiens de la famille des Aromobatidae.

## Répartition
Cette espèce est endémique de la vallée de la Magdalena en Colombie. Elle se rencontre entre 70 et 320 m d'altitude dans les départements de Boyacá, de Santander, de Caldas et d'Antioquia.

## Publication originale
- Grant, Acosta-Galvis & Rada, 2007 : A name for the species of Allobates (Anura: Dendrobatoidea: Aromobatidae) from the Magdalena Valley of Colombia. Copeia, vol. 2007, no 4, p. 844-854.